# Dick Hern
William Richard Hern (20 janvier 1921 - 22 mai 2002), dit Dick Hern, est un entraîneur britannique de chevaux de courses, spécialisé dans les courses de plat. Il fut considéré comme l'un des plus grands entraîneurs du 20e siècle.  

## Carrière
Dick Hern entame sa carrière dans l'armée britannique, où il accède au grade de Major, ce qui lui vaudra d'être souvent désigné comme le Major Dick Hern durant toute sa carrière d'entraîneur. Il fait ses premières armes comme instructeur équestre, y compris auprès de l'équipe anglaise de saut d'obstacles sacrée championne olympique en 1952. Quelques années plus tard, il bifurque du côté des courses de chevaux et devient, en 1958, l'entraîneur particulier de l'écurie du Major Lionel Holliday basée à Newmarket, pour le compte duquel il remporte un premier groupe 1 en 1961 avec le sprinter Galivanter dans la July Cup, et un premier classique l'année suivante avec Hethersett dans le St. Leger. Fin 1962, il s'installe à West Ilsley, dans le Berkshire et sa carrière décolle alors vraiment, faisant de lui une figure majeure des courses britanniques des années 70 et 80. 
Un cheval en particulier va assoir sa notoriété : Brigadier Gerard, né en 1970, la même année que le phénomène Mill Reef qui dont la carrière éclipsera quelque peu la sienne, alors même que lors de leur unique confrontation, dans les 2000 Guinées, l'élève de Dick Hern laissera celui de Ian Balding à trois longueurs. Brigadier Gerard rafle toutes les grandes épreuves sur le mile, s'aventurant même et avec succès, sur les 2 400 mètres des King George VI & Queen Elizabeth Diamond Stakes, et remporte 17 de ses 18 courses, n'étant battu qu'une fois dans la Benson & Hedges Gold Cup par Roberto. Une autre championne, née l'année suivante, marquera la carrière de Dick Hern : Highclere, appartenant à la Reine d'Angleterre, lui offre un doublé 1000 Guinées/Prix de Diane, avant de devenir une des matrones les plus influentes du studbook, notamment via l'un de ses petits-fils, Nashwan, entraîné par Hern.
En 1984, un accident de chasse le laisse tétraplégique, mais il continuera à entraîner ses chevaux depuis son fauteuil roulant. En 1988, il est évincé de l'écurie royale par le manager des chevaux de la Reine, Lord Carnavon, qui le jugea inapte à ses fonctions après une opération cardiaque. Après une controverse, un compromis sera trouvé pour qu'il partage son écurie avec son remplaçant durant un an, avant qu'il ne rejoigne Kingwood House Stables, l'écurie d'Hamdan Al Maktoum sise à Lambourn, toujours dans le Berkshire.
Fait commandeur de l'Ordre royal de Victoria et commandeur de l'Empire britannique, Dick Hern entraîne jusqu'à la fin des années 1990 et s'éteint en 2002 à Oxford, à 81 ans. Vainqueur de 16 classiques britanniques entre 1962 et 1995, il a été sacré champion des entraineurs par les gains à quatre reprises (1962, 1972, 1980, 1983).

## Palmarès (courses de groupe 1uniquement)
Grande-Bretagne
- Derby – 3 – Troy (1979), Henbit (1980), Nashwan (1989)
- Oaks – 3 – Dunfermline (1977), Bireme (1980), Sun Princess (1983)
- 1 000 Guinées – 2 – Highclere (1974), Harayir (1995)
- 2 000 Guinées – 2 – Brigadier Gerard (1971), Nashwan (1989)
- St. Leger – 6 – Hethersett (1962), Provoke (1965), Bustino (1974), Dunfermline (1977), Cut Above (1981), Sun Princess (1983)
- King George VI & Queen Elizabeth Diamond Stakes – (5) – Brigadier Gerard (1972), Troy (1979), Ela-Mana-Mou (1980), Petoski (1985), Nashwan (1989)
- Yorkshire Oaks – 4 – None Nicer (1958), Shoot A Line (1980), Sun Princess (1983), Roseate Tern (1989)
- Eclipse Stakes – 4 – Brigadier Gerard (1972), Ela-Mana-Mou (1980), Nashwan (1989), Elmaamul (1990)
- Lockinge Stakes – 3 – Brigadier Gerard (1972), Boldboy (1974), Relkino (1977)
- Queen Elizabeth II Stakes – 3 – Brigadier Gerard (1971, 1972), Homing (1978)
- Prince of Wales's Stakes – 3 – Brigadier Gerard (1972), Ela-Mana-Mou (1980), Morcon (1984)
- Benson & Hedges Gold Cup – 2 – Relkino (1977), Troy (1979)
- Nassau Stakes – 2 – Nortia (1962), Cistus (1978)
- Ascot Gold Cup – 2 – Little Wolf (1983), Longboat (1986)
- Champion Stakes – 2 – Brigadier Gerard (1971, 1972)
- Coronation Cup – 2 – Buoy (1974), Bustino (1975)
- Sussex Stakes – 2 – Brigadier Gerard (1971), Sallust (1972)
- St. James's Palace Stakes – 2 – Brigadier Gerard (1971), Sun Prince (1972)
- Haydock Sprint Cup – 2 – Boldboy (1977), Dayjur (1990)
- July Cup – 1 – Galivanter (1961)
- Middle Park Stakes – 1 – Brigadier Gerard (1970)
- Queen Anne Stakes – 1 – Sun Prince (1973)
- Falmouth Stakes – 1 – Cistus (1978)
- Fillies' Mile – 1 – Height of Fashion (1981)
- William Hill Futurity – 1 – Emmson (1987)
- Nunthorpe Stakes – 1 – Dayjur (1990)
- Dewhurst Stakes – 1 – Alhaarth (1995)

 France
- Prix de Diane – 1 – Highclere (1974)
- Prix de l'Abbaye de Longchamp – 1 – Dayjur (1990)
- Prix du Moulin de Longchamp – 1 – Sallust (1972)
- Prix de l'Opéra – 1 – Cistus (1978)
- Prix Royal Oak – 1 – Niniski (1979)
- Prix Vermeille – 1 – Highest Hopes (1970)

 Irlande
- Irish Derby – 1 – Troy (1979)
- Irish Oaks – 3 – Shoot A Line (1980), Swiftfoot (1982), Helen Street (1985)
- 2 000 Guinées irlandaises – 1 – Sharp Edge (1973)
- 1 000 Guinées irlandaises – 1 – Gaily (1974)
- Irish St. Leger – 2 – Craighouse (1965), Niniski (1979)
- Irish Champion Stakes – 1 – Elmaamul (1990)